# Boddington
Boddington ist eine Stadt in der Wheatbelt Region im australischen Bundesstaat Western Australia und liegt 123 km südöstlich von Perth an der Autostraße von Williams nach Pinjarra.

## Geschichte
Die Stadt trägt den Namen ihres Begründers Henry Boddington, der ein Schäfer war. Die ersten europäischen Siedler kamen in den frühen 1860er-Jahren in die Region. 1912 wurde die Gründung des Ortes offiziell bekannt gegeben. Im Lauf der 1920er Jahre wurde Boddington aufgebaut.
1961 zerstörten Buschbrände die lokale Holzindustrie. Um 1969 wurde die Eisenbahnlinie für die Holztransporte aufgegeben, deswegen sank die Beschäftigung in Boddington ab. Durch die Errichtung der Boddington-Bauxitmine im Jahre 1979 und die Eröffnung des Boddington-Goldbergwerkes im Jahre 1986 entwickelte sich Boddington zu einer Bergarbeiterstadt.   
Heute findet alljährlich im November ein Straßenkarneval statt. Die Stadt verfügt über eine High-School, eine Filiale der National Australia Bank, Einkaufsmöglichkeiten und eine Sozialwohnung  sowie ein Telecentro.